# Yoshitada Yamaguchi
Yoshitada Yamaguchi, född 28 september 1944 i Shizuoka prefektur, Japan, är en japansk tidigare fotbollsspelare.
Han blev olympisk bronsmedaljör i fotboll vid sommarspelen 1968 i Mexico City.